# Wassukanni

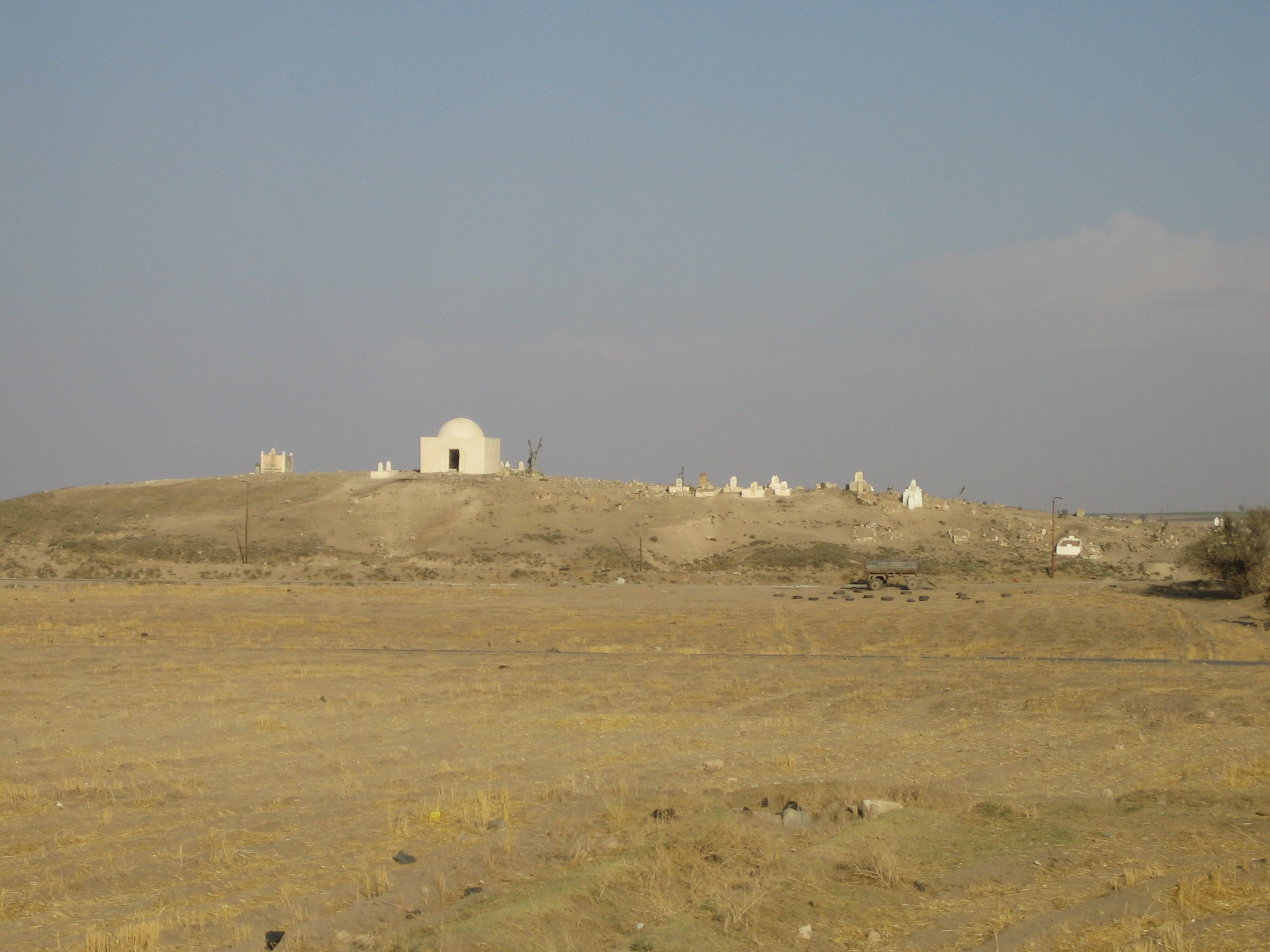
Vue de la butte de en 2005.

Wassukanni (écrit aussi Wasukanni, Waššukanni, Washukanni ou Washshukanni) est la capitale du royaume hourrite de Mittani du XVIe au XIIIe siècle av. J.-C. On ignore où elle se trouvait exactement. On a suggéré de la localiser sous le butte de Tell el Fakhariya (en), près de Tell Halaf en Syrie, largement inexplorée, mais cette proposition est disputée.
On sait que la ville fut pillée par le roi hittite Suppiluliuma Ier (règne de 1344 à 1322 av. J.-C.) dans la cinquième année de son règne. Une inscription du traité avec le Mittani précise qu'il y installa un vassal hourrite, Shattiwazza.
La cité fut de nouveau mise à sac par le roi d'Assyrie Adad-nerari Ier vers 1290 av. J.-C. On sait peu d'autres choses de son histoire.